# Dispositiu de caràcters
Un dispositiu de caràcters, en informàtica és un component de l'ordinador en el qual en la comunicació amb la CPU (unitat central de procés) les dades es transmeten en forma de bytes independents.
Exemples de dispositius de caràcters són impressora i teclats, que permeten el maneig d'un sol byte a la vegada..